# Дејтона Бич (Флорида)
Дејтона Бич (енгл. Daytona Beach) град је у америчкој савезној држави Флорида. По попису становништва из 2010. у њему је живело 61.005 становника.

## Демографија
Према попису становништва из 2010. у граду је живело 61.005 становника, што је 3.107 (4,8%) становника мање него 2000. године.
| Група             | 2000.          | 2010.          |
| Белци             | 38.630 (60,3%) | 33.179 (54,4%) |
| Афроамериканци    | 20.994 (32,7%) | 21.585 (35,4%) |
| Азијати           | 1.112 (1,7%)   | 1.374 (2,3%)   |
| Хиспаноамериканци | 2.232 (3,5%)   | 3.755 (6,2%)   |
| Укупно            | 64.112         | 61.005         |